# Кубок Испании по футболу 1944
Кубок Испании по футболу 1944 — 40-й розыгрыш Кубка Испании по футболу выиграл Атлетик Бильбао. Этот кубок стал пятнадцатым в истории команды. 
Соревнование прошло в период с 20 февраля по 25 июня 1944 года.

## Результаты матчей

### 1/4 финала
| Команда 1       | Итог | Команда 2                  | 1-й матч | 2-й матч |
| --------------- | ---- | -------------------------- | -------- | -------- |
| Севилья         | 3:5  | Атлетик Авиасьон де Мадрид | 3:2      | 0:3      |
| Атлетик Бильбао | 6:2  | Гранада                    | 6:1      | 0:1      |
| Реал Мурсия     | 7:4  | Эспаньол                   | 5:2      | 2:2      |
| Сабадель        | 2:8  | Валенсия                   | 1:2      | 1:6      |

### 1/2 финала
| Команда 1                  | Итог | Команда 2       | 1-й матч | 2-й матч |
| -------------------------- | ---- | --------------- | -------- | -------- |
| Атлетик Авиасьон де Мадрид | 3:3  | Атлетик Бильбао | 3:1      | 0:2      |
| Валенсия                   | 8:2  | Реал Мурсия     | 3:0      | 5:2      |

- Дополнительный матч

| Команда 1                  | Счёт | Команда 2       |
| -------------------------- | ---- | --------------- |
| Атлетик Авиасьон де Мадрид | 2–3  | Атлетик Бильбао |

### Финал
| 25 июня, 1944            | \| Атлетик Бильбао \| 2:0 \| Валенсия \| \| Сарра 30′ · Эскудеро 45′ \| Голы \| \| | Олимпийский стадион, Барселона |
| Атлетик Бильбао          | 2:0                                                                                | Валенсия                       |
| Сарра 30′ · Эскудеро 45′ | Голы                                                                               |                                |